# 웬델 & 와일드
"웬델 & 와일드"(영어: Wendell & Wild)는 2022년 개봉한 미국의 다크 판타지 스톱 모션 애니메이션 영화이다. 헨리 셀릭이 감독과 공동각본을 맡았다.